# Фрідріх Рюккерт
Фридрих Рюккерт (нім. Friedrich Rückert; 16 травня 1788, Швайнфурт — 31 січня 1866, Нойзес поблизу Кобурга) — німецький поет, перекладач та вчений, професор східної літератури в Ерлангенському та Берлінському університетах.
1814 року вперше звернув на себе увагу книжкою віршів, пройнятих патріотичним духом, "Deutsche Gedichte" («Німецькі вірши», 1814; під псевдонімом Ф. Реймар), куди ввійшли "Geharnischte Sonette" («Броньовані сонети», інший варіант перекладу — «сонети в латах»; 1813) та інші цикли. 1817 року випустив збірку "Der Kranz der Zeit" («Вінок часу»);  в 1822 р. — книгу наслідувань Хафізу "Oestliche Rosen" («Східні троянди»), в 1823 — "Der Liebesfrühling" («Весна кохання»); в 1836 р. надрукував велике твір "Die Weisheit der Brahmanen" («Мудрість Брахмана»; 6 т.).
Пізніше став автором таких красивих, звучних й виразних віршів, як, наприклад, в "Liebesfrühling", де він відтворює історію свого кохання, в "Griechische Tageszeiten" та інших циклах та збірках.

## Перекладацька діяльність
Вельми велике значення Рюккерта як невтомного перекладача, натхненного прикладом Гердера та Гете та задався метою познайомити німецьку публіку з творами східних літератур. Його переклади або переробки «Наля та Дамаянти» (1845), «Рустема та Зораб» (1846), «Перетворення Абу-Саїда» (1844), «гамазеї» (1846), Муаллака Кааба бен Зогейра («Hamâsa» см. VIII, 52) не втратили значення і в наші дні. Багато оригінальні вірша Рюккерта, особливо любовні, також мають місцями східну забарвлення та видають своє близьке споріднення з арабськими або перськими «газелями». Після смерті Рюккерта були видані переклади з Сааді, Фірдоусі, Калідаси, також з Феокріта та Арістофана
«Наль та Дамаянті» і «Рустем та Зораб» переведені В. А. Жуковським з німецького перекладу Рюккерта. Твори Рюккерта видані в 1867 — 1869 рр.. (12 томів). На російську мову вірші Рюккерта переводили А. М. Плещеєв, А. А. Фет, К. Р., Федір Сологуб, М. О. Заболоцький та інші відомі поети, а також перекладачі А. Казарновський, В. Купріянов, В. Летючий, С. Таск, Б. Чулков.
На вірші Рюккерта писав свої романси Ф. Шуберт, деякі з них були перекладені українською Ю. Отрошенком